# Tripla giunzione della regina Charlotte

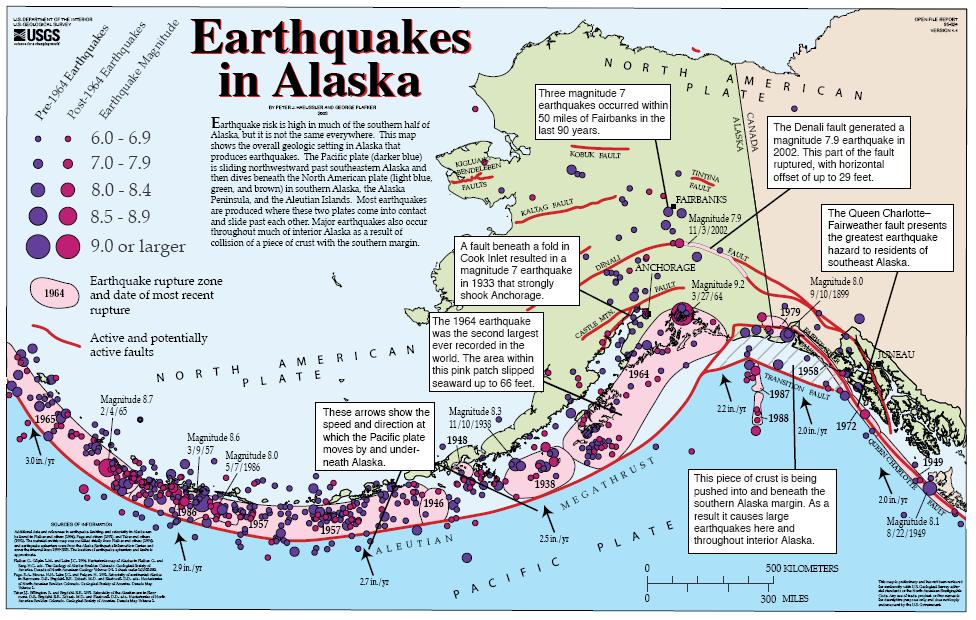
Figura 1 - Mappa tettonica dell'Alaska e del Canada nord occidentale con riportate le faglie principali e i terremoti storici.

La tripla giunzione della regina Charlotte è una tripla giunzione geologica situata nella regione nordorientale dell'Oceano Pacifico. Le tre placche tettoniche che si incontrano in questo punto sono la placca nordamericana, la placca pacifica e la placca Explorer. I tre margini di placca che qui si intersecano sono la faglia della regina Charlotte, la parte settentrionale della zona di subduzione della Cascadia e la dorsale Explorer.
Attualmente la tripla giunzione della Regina Charlotte è situata vicino allo stretto della regina Charlotte, nei pressi delle Dellwood Knolls, due piccoli rilievi sottomarini al largo della costa dell'isola di Vancouver.
I movimenti della tripla giunzione sono stati caratterizzati da due grandi spostamenti avvenuti nella storia delle placche tettoniche nel Cenozoico nella regione del Pacifico nord orientale. Il primo di questi spostamenti ci fu circa 40 milioni di anni fa quando i movimenti relativi delle placche pacifica e nordamericana passarono dall'essere una convergenza ortogonale a un movimento laterale destro. Il secondo evento a causare la variazione di posizione della tripla giunzione potrebbe essere stato legato alla formazione di un bacino su un blocco di crosta indipendente, il bacino della regina Charlotte. Questa formazione potrebbe essere stata prodotta dall'avantarco di fronte alla placca pacifica e dagli sforzi obliqui a cui questa era sottoposta che potrebbero aver portato, circa 40 milioni di anni fa, alla sua rottura e, appunto, all’isolamento del blocco.
Attualmente lo scontro tra la placca pacifica e quella nordamericana sta avvenendo lungo la faglia della regina Charlotte con una inclinazione di 15 gradi rispetto alla verticale.

## Cinematica delle placche e panoramica della situazione attuale
Il moto relativo delle placche in questa regione è stato piuttosto difficile da determinare a causa della complicata natura del triangolo delle velocità della tripla giunzione tra i margini della placca pacifica, della placca di Juan de Fuca e della placca Explorer.
La placca di Juan de Fuca si sta muovendo ad una velocità di 45,7 mm/anno verso la placca nordamericana con un azimut di 244° e la placca pacifica si sta muovendo con una velocità di 58,6 mm/anno verso la placca di Juan de Fuca. È stato quindi proposto che la placca Explorer, che di fatto è un piccolo pezzo della placca di Juan de Fuca che si è da questa staccato circa 3,5 milioni di anni fa e che si muove più lentamente di essa verso la placca nordamericana, sia una placca effimera, cioè destinata a scomparire in breve periodo (sempre geologicamente parlando), che per un breve periodo ha potuto muoversi indipendentemente per poi iniziare un'evoluzione che la porterà a diventare, un giorno, un margine trasforme vero e proprio, attaccandosi a est al Nord America (di fatto sta già subducendo sotto la placca nordamericana) e a ovest alla placca pacifica. Sarebbe quindi in corso una semplificazione della struttura tettonica della regione, con la sparizione della placca Explorer, infatti, la tripla giunzione della regina Charlotte si andrebbe ad unire alla tripla giunzione tra la placca di Juan de Fuca, la placca Explorer e la placca pacifica.
In corrispondenza della separazione tra le placche pacifica e nordamerica sono inoltre frequenti i terromoti, soprattutto nella zona del bacino della regina Charlotte. Studi fatti registrando gli eventi sismici nella regione hanno portato ad identificare come aree più soggette a terremoti, la zona circostante le Dellwood Knolls e la zona di frattura di Dellwood-Revere (figura 1). La magnitudo registrata nei 15 giorni di monitoraggio ha variato tra 0,2 e 3,2 per un numero totale di 76 eventi sismici; tuttavia, negli ultimi 5 anni si sono registrati eventi con una magnitudo anche di 6,4. Mappando gli epicentri di questi eventi si è potuto stabilire che il margine di placca della placca pacifica è localizzato lungo la valle di Dellwood.